# Große Achatschnecke
Die Große Achatschnecke (Lissachatina fulica syn. Achatina fulica), auch Ostafrikanische Riesenschnecke genannt, gehört zu den Afrikanischen Riesenschnecken, einer Familie der Landlungenschnecken. Mit einer Gehäuselänge von bis zu 20 cm und einer Körperlänge von bis zu 30 cm ist sie eine der größten Landschnecken der Welt.

## Merkmale
Das Gehäuse ist in der Grundfarbe braun bis hornfarben und trägt zahlreiche Streifen, die die Zuwachslinien markieren. Unter den Achatschnecken variiert die Gehäusefärbung der Großen Achatschnecke am deutlichsten. So kommen sowohl gestreifte, gefleckte, als auch dunkelbraune und fast schwarze Häuser vor. In Achatschneckenforen werden fünf bis sieben Farbvarianten beschrieben. Die Gehäuseform ist konisch, in der Regel rechtsgewunden und spitz zulaufend. Die durchschnittliche Länge des Gehäuses, gemessen vom Apex bis zur Gehäuseöffnung, liegt zwischen 10 und 12 cm, es konnten aber auch Exemplare mit einer Gehäuselänge von bis zu 20 cm gefunden werden. Bei einer Gehäuselänge von 12 cm hat das Gehäuse einen Durchmesser von ungefähr 5 cm. Der Weichkörper ist hell- bis dunkelbraun und weist einen dunkleren Aalstrich auf.

## Ernährung
Die Große Achatschnecke ist ein Omnivor (Allesfresser). Sie ernährt sich in der Natur überwiegend pflanzlich, nimmt aber auch zur Verfügung stehende tierische Proteine in Form von Aas auf. Meistens nimmt sie Gemüse und Obst mit wenig Säure zu sich, aber oft werden auch Blätter von Bäumen, Büschen und kleineren Pflanzen gefressen.
Lissachatina fulica ernährt sich mit Hilfe einer Raspelzunge, der Radula. Die mit tausenden kleinen Zähnen besetzte Zunge dient zur Aufnahme und Zerkleinerung der Nahrung. Mit der Radula raspelt die Schnecke kleine Stücke der Nahrung ab. Danach führt sie diese in den Schlund. Eine Vorverdauung wird dort mit großen Speicheldrüsen durchgeführt. Anschließend wandert die Nahrung weiter in den Körper zur Mitteldarmdrüse, einem relativ großen Organ der Schnecke. Die Mitteldarmdrüse produziert Verdauungssekrete und speichert die Nährstoffe, die aus der Nahrung gewonnen werden konnten. Weiterhin findet dort durch besondere Zellen die Verdauung statt und andere Zellen speichern den Kalk. Kalk ist ein wichtiger Bestandteil der Nahrung der Schnecke. Er wird zum Aufbau und zur Erhaltung des Gehäuses sowie für die Produktion der Eier benötigt.

## Fortpflanzung
Die Großen Achatschnecken sind Hermaphroditen, sie besitzen sowohl ein männliches als auch ein weibliches Geschlechtsorgan. Die Tiere können sich mit jeder geschlechtsreifen Schnecke ihrer Art fortpflanzen. Bei geringen Populationsdichten ist zur Erhaltung der Art auch Selbstbefruchtung möglich, was aber nur sehr selten vorkommt. Die Paarung findet meist in der Nacht statt und kann sich über mehrere Stunden hinziehen. Paarungsbereite Schnecken berühren sich vor dem Geschlechtsakt längere Zeit gegenseitig mit dem Kopf und den Fühlern. Anschließend werden die Geschlechtsteile, welche sich rechts hinter dem Kopf befinden, ausgefahren und in den Partner eingeführt. Bei der Paarung zweier Schnecken der gleichen Größe kommt es zu einer bilateralen Befruchtung. Es werden also beide Tiere befruchtet. Wenn die Schnecken jedoch deutliche Größenunterschiede aufweisen, dann fungiert nur die größere als Weibchen. Dies trägt der Tatsache Rechnung, dass die Entwicklung der Eier viel Platz und Energie beansprucht. Die Schnecke kann die Spermien bis zu zwei Jahre lang speichern und sich so die Zeit mit den besten Bedingungen zur Entwicklung ihrer Eier wählen.
2 bis 3 Wochen nach der Befruchtung gräbt die Lissachatina fulica eine Erdhöhle und legt dort ihre Eier ab. Die Gelegegröße kann je nach Größe, Alter und körperlicher Verfassung zwischen 100 und 500 Eiern variieren. Nach weiteren 2 bis 4 Wochen schlüpft aus dem 4 mm großen Ei eine Schnecke, deren Gehäusegröße ungefähr der Größe ihres Eies entspricht.

## Verbreitungsgebiete und Lebensräume
Als Hauptverbreitungsgebiete gelten Ostafrika, der indische Subkontinent, Südost-Asien, Ozeanien und die Karibik, seit 2008 auch Brasilien.

### Afrika
Das ursprüngliche Verbreitungsgebiet der Achatschnecke liegt an der Ostküste Afrikas. Am weitesten ist sie in Kenia und Tansania verbreitet. Auch auf Madagaskar gibt es viele geeignete Lebensräume für diese Art. Sie bewohnt viele Gebiete, in denen es tropischen Regenwald gibt und die Luftfeuchtigkeit sehr hoch ist. In Blumengärten und auf landwirtschaftlich genutzten Flächen ist sie in großen Mengen zu finden. Mittlerweile wurde sie auch in anderen Teilen Afrikas eingeschleppt. Der Lebensraum erstreckt sich also über nahezu alle Gebiete, die durch Pflanzen bewachsen und durch Regen oder künstliche Bewässerung feucht gehalten sind. Selten ist sie auch dort zu finden, wo es nur wenig regnet und es wenige Pflanzen gibt. An diesen Plätzen vergräbt sich die Achatschnecke für mehrere Monate und hält dort eine Trockenruhe, bei der sie ihre Gehäuseöffnung mit einer harten und dicken Schicht aus Kalk und Schleim verschließt, welche einen optimalen Schutz vor dem Vertrocknen bietet. Diese Schicht, das Epiphragma, ist luftdurchlässig und durch sie kann die Schnecke trotzdem atmen.
Wenn es nach einiger Zeit draußen wieder geregnet hat und Pflanzen wachsen können, dann wirft die Große Achatschnecke das Epiphragma ab und kehrt an die Oberfläche zurück, um Nahrung aufzunehmen und sich eventuell fortzupflanzen.

### Asien
Auch Asien ist zum Lebensraum der Großen Achatschnecke geworden. Im 18. und 19. Jahrhundert wurde sie durch die Schifffahrt der Kolonisten über Mauritius, Réunion und die Seychellen nach Indien gebracht. Dies dauerte etwa 100 Jahre. Vorerst stoppte hier die Verbreitung, jedoch hat man sie nach einigen Jahren als ein beliebtes Nahrungsmittel in Asien entdeckt. Deshalb wurden viele Große Achatschnecken in großer Zahl gezüchtet und verkauft. Auch die Zucht der albinotischen Form wurde hier betrieben. Dabei gelang natürlich auch einigen Tieren ein Ausbruch und sie konnten sich ungestört verbreiten. 1910 wurde die Malaiische Halbinsel mit den Ländern Thailand, Myanmar und Malaysia erreicht, danach folgte um 1928 Borneo und anschließend Südchina und Japan. Die Lissachatina fulica konnte sich auch in anderen Teilen Asiens verbreiten, wobei die Lebensbedingungen in den namentlich genannten Ländern am besten als Habitate geeignet sind. Auch weisen diese ein gutes Nahrungsangebot auf und bieten meist ein Klima, welches optimal erscheint. Ein Beispiel dafür ist Indien, wo die durchschnittliche Temperatur in vielen Teilen des Landes zwischen 23 °C und 28 °C im Jahr liegt und in großen Teilen 7–8 Monate des Jahres ein humides Klima herrscht. Den für sie unwirtlichen Teil des Jahres verbringen die Großen Achatschnecken in der Trockenstarre unter der Erde.

### Nordamerika
Durch die Haltung als Haustier konnte sich die Große Achatschnecke auch in den subtropischen und tropischen Regionen Nordamerikas verbreiten. Auch die Japaner brachten Große Achatschnecken während und nach dem Zweiten Weltkrieg nach Nordamerika. In den Vereinigten Staaten ist sie in den Bundesstaaten Florida, Hawaii, Louisiana und Kalifornien am häufigsten anzutreffen, besiedelt aber auch andere Bundesstaaten und einige Länder Mittelamerikas. Die oben genannten Bundesstaaten weisen ideale Lebensbedingungen für die Große Achatschnecke auf, denn das Klima ist dort sowohl feucht, als auch warm und die Winter sind sehr mild und haben fast ausschließlich Temperaturen über dem Gefrierpunkt. Wie auch in Afrika hält sich die Achatschnecke an feuchten Orten, wie Gärten, Laubwäldern, Parks und landwirtschaftlich genutzten Flächen auf. Zum Teil frisst sie sogar den Putz von Hauswänden, um ihren Kalkbedarf zu decken. Wenn es im Winter zu kühl wird oder im Sommer zu heiß und trocken, verfällt sie auch hier für die Dauer der Hitze- bzw. Kälteperiode in eine Trockenstarre. Die Eier werden überwiegend im Frühjahr abgelegt, weil dann die Bedingungen für den Nachwuchs am besten sind und die Sterberate am geringsten ist. In Florida gilt sie als invasive Art. Dort wurde sie vermutlich 1966 eingeführt und wird seitdem bekämpft. Die Behörden hatten sie 1975 und nochmals 2021 (Miami-Dade County) für ausgerottet erklärt. Aber 2023 wurden sie in Pasco County erneut gesichtet. Die Behörden vermuten den illegalen Tierhandel als Quelle.

### Karibik
Lissachatina fulica wurde 2014 in Kuba eingeführt, um afrikanisches religiöses Brauchtum pflegen zu können. Um 2000 wurde die Schnecke auf Barbados gefunden und hat sich seit dem rasant vermehrt. Die nachtaktiven Tiere fressen sich durch die Ernte der Bauern und verursachen große Schäden. Auch auf St. Lucia, Martinique und Guadeloupe sind sie nachgewiesen. Seit 2008 auch in Trinidad und Antigua.

### Südamerika
In Brasilien ist die Große Achatschnecke als Zwischenwirt des Ratten-Lungenwurms aufgetreten und hat diesen seit 2008 gehäuft auf Menschen übertragen.

### Weitere Gebiete
Die Große Achatschnecke konnte sich wegen Aussetzungen aus verschiedenen Gründen und unbeabsichtigter Einschleppung durch den Menschen in vielen weiteren Ländern verbreiten. Die klimatischen Gegebenheiten dieser Länder sind überwiegend warm mit milden Wintern, bei denen die Temperaturen selten unter 8 °C sinken. Sie besiedelt fast ausschließlich Länder mit tropischer und subtropischer Klimazone, welche auf der Südhalbkugel liegen. Des Weiteren tritt die Große Achatschnecke wegen ihres Bedürfnisses nach Luftfeuchtigkeit zur Befeuchtung ihrer Schleimhaut in großer Anzahl in Küstengebieten und küstennahen Orten, so zum Beispiel auf dem spanischen Mallorca auf. Andere Länder, in denen die Achatschnecke beheimatet ist, sind einige südamerikanische Länder, Griechenland, die Türkei und Indonesien.

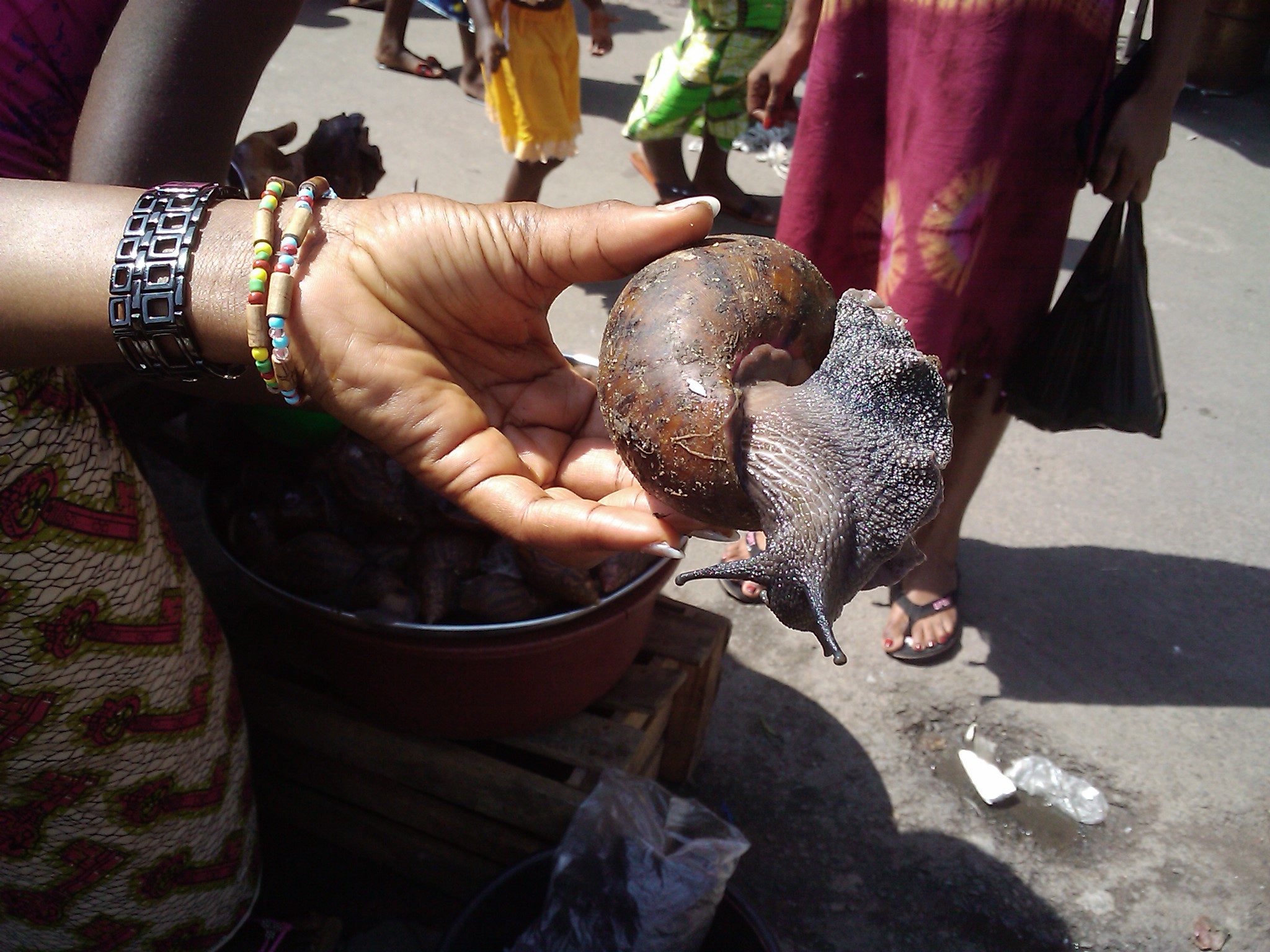
Afrikanische Riesenschnecke auf einem Markt von Abidjan, Elfenbeinküste, 2010

 Im Juli 2023 wurden Exemplare der Großen Achatschnecke erstmals auf der Kanareninsel Teneriffa entdeckt.
Im August 2025 wurden fünf Tiere in einem Wald in Bremen entdeckt und ins Tierheim gebracht. Es wird davon ausgegangen, dass es sich um ausgesetzte Haustiere handelt, die den Winter wahrscheinlich nicht überlebt hätten.

## Große Achatschnecke und der Mensch
Lissachatina fulica erfährt wegen ihrer Größe Beachtung durch den Menschen.
Sie ist, wie fast alle Landschnecken, essbar und wird in verschiedenen afrikanischen und asiatischen Küchen geschätzt, ebenso ihre Schneckengelege. In Nigeria gelten die Schnecken als Delikatessen. Bevorzugt werden gezüchtete Tiere mit Salat, Hühnerfüßen und geeigneten Küchenabfällen gefüttert, da sie so als frei vom Krankheitserreger, dem Ratten-Lungenwurm, gelten.
In einigen ostafrikanischen Kulturen werden die Schnecken zu religiösen Zeremonien eingesetzt. Aufgrund dieser Riten fanden Große Achatschnecken Verbreitung durch Afroamerikaner in Florida, Brasilien und der Karibik. Lissachatina fulica ist bei Nordamerikanern als Terrarientier oder wegen ihrer Größe auch als Haustier beliebt und wurde aus diesem Grund aus ihrem natürlichen Verbreitungsgebiet in andere Regionen verfrachtet, wo sie, soweit das Klima erlaubte, vielfach als Neozoon heimisch wurde.
Die Große Achatschnecke ist ein bekannter Zwischenwirt des Ratten-Lungenwurms, der Menschen infizieren und eosinophile Meningitis verursachen kann. Menschen können durch den Parasiten befallen werden – etwa, wenn sie infizierte, nicht durchgegarte Schnecken oder deren Eier essen.

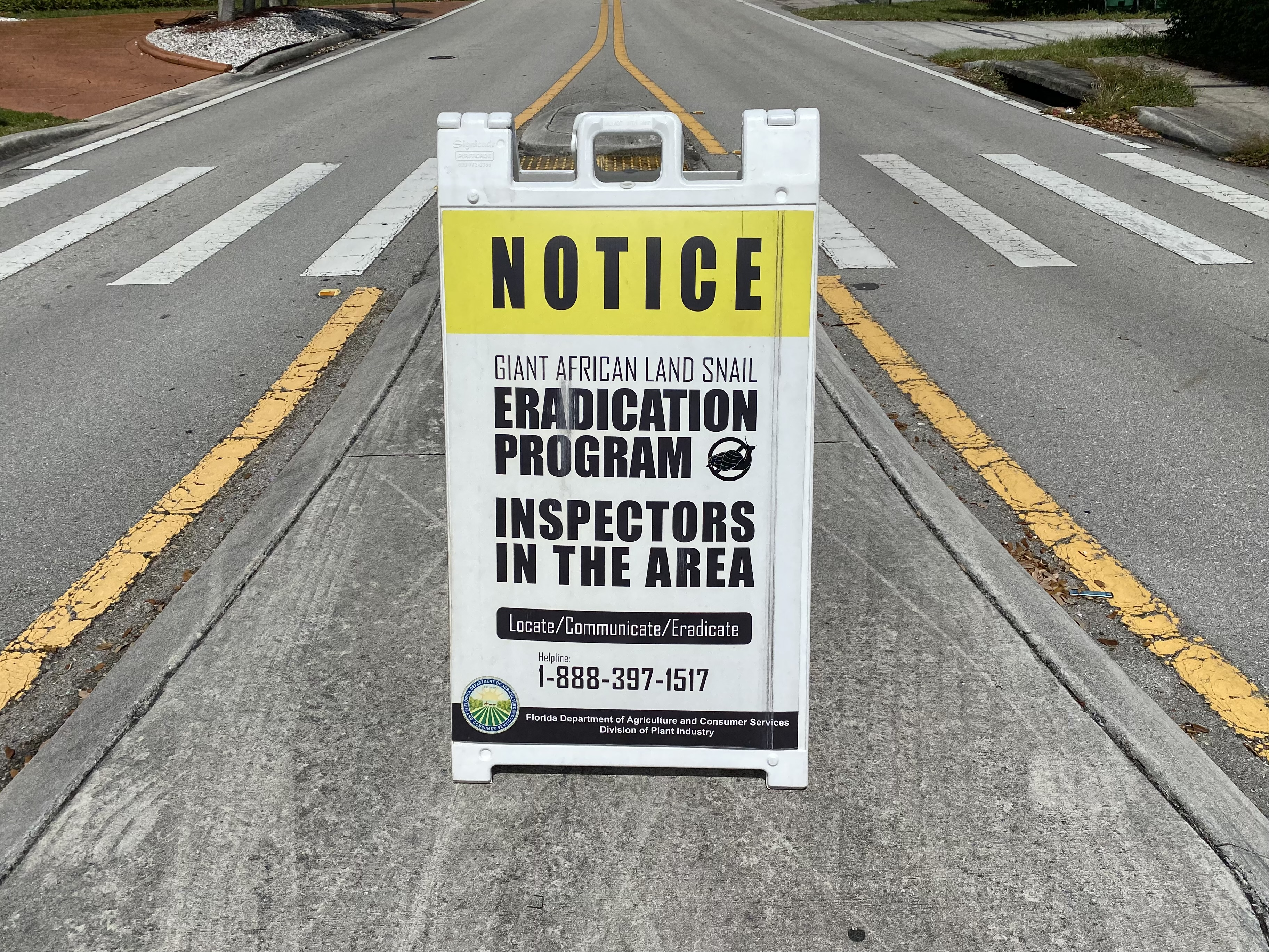
Straßenplakat in Miami 2021 mit Aufforderung zur Ausrottung der Großen Achatschnecke

Die Große Achatschnecke wird insbesondere in Ostafrika, auf dem Indischen Subkontinent, in Südost-Asien, in Ozeanien und der Karibik primär als Anbauschädling, teilweise als Krankheitsüberträger und teilweise als invasive Art und Bedrohung heimischer Ökosysteme betrachtet und aktiv bekämpft. Maßnahmen zur Ausrottung der Achatschnecke umfassen etwa den Einsatz von Schneckenkorn auf landwirtschaftlich genutzten Flächen. Teilweise setzte man auch die Rosige Wolfsschnecke, Euglandina rosea, welche räuberisch lebt und ihre Beute mit Hilfe ihrer besonders gut ausgeprägten Radula tötet, zur Bekämpfung der Großen Achatschnecke ein, indem man sie an betroffenen Stellen auswilderte. Dies war aber erfolglos, da die Rosige Wolfsschnecke kleinere Arten, wie Baumschnecken bevorzugt und auch für das Aussterben mehrerer dieser Arten verantwortlich ist.